# Nagy Samu (gyógyszerész)
Nagy Samu, 1905-ig Grosz Salamon (Nyírbakta, 1866. december 20. – Budapest, Józsefváros, 1945. november 25.) erdélyi magyar gyógyszerész, gyógyszerészeti szakíró, lapszerkesztő.

## Életpályája
Grosz Izrael nyírbaktai gazdálkodó és Klein Eszter fia. Középiskoláit Debrecenben, egyetemi tanulmányait Budapesten végezte. A Gyógyszerészeti Közlöny (1894–98) és A Gyógyszerész (1895–1914) szerkesztője. A Felsőmagyarországi Kőolajfinomítók Egyesületének elnöke (1910). Az első világháború után Tasnádon gyógyszerész (1916–27). A Romániai Gyógyszerészek Társasága erdélyi és bánsági hivatalos lapjának, a háromnyelvűen indult Revista Farmaciei-Gyógyszerészeti Folyóiratnak alapítója és szerkesztője (1923–28), itt jelent meg Dr. Orient Gyula életrajzát és munkásságát bemutató tanulmánya (Klny. is, Kolozsvár, 1925). A kétnyelvű Romániai Gyógyszerészek Zsebnaptára is az ő gondozásában jelent meg (1924–28). Halálát szívgyengeség, végelgyengülés okozta.

## Magánélete
Első felesége Sorger József ügyvéd és Deutsch Mária lánya, Margit volt, akit 1898. június 21-én Debrecenben vett nőül. Második házastársa Schlesinger Ernesztin volt.